# Kathleen Ollerenshaw
Kathleen Mary Ollerenshaw DBE (née Timpson; Withington, 1 de outubro de 1912 – 10 de agosto de 2014) foi uma matemática britânica que foi conselheira sobre assuntos educacionais do governo de Margaret Thatcher na década de 1980.

## Vida e formação
Nascida Kathleen Mary Timpson em Withington, Manchester. Neta do fundador do negócio de reparação de calçados Timpson, que se mudou para Manchester de Kettering e onde estabeleceu o negócio em 1870. A partir dos oito anos ela estava quase completamente surda. Ficou fascinada com a matemática, inspirada pela diretora da Lady Barn House School, que frequentou de 1918 a 1926, e onde conheceu seu futuro marido, Robert Ollerenshaw.
Aos 19 anos foi admitida no Somerville College da Universidade de Oxford para estudar matemática, onde obteve um doutorado em 1945 com a tese "Critical Lattices", orientada por Theodore William Chaundy. Escreveu cinco artigos científicos originais, que foram suficientes para que recebesse o DPhil sem a necessidade de uma tese escrita formal.
Enquanto estudante de graduação, tornou-se noiva do coronel Robert Ollerenshaw, que se tornou um ilustre cirurgião militar, um pioneiro da ilustração médica. Eles se casaram em setembro de 1939 e tiveram dois filhos, Charles (1941-1999) e Florence (1946-1972). Em 1942 ela sofreu um aborto espontâneo e "chorou sem parar por três dias", como resultado do estresse quando seu marido foi subitamente mobilizado e enviado para a Segunda Guerra Mundial.

## Carreira
Depois da Segunda Guerra Mundial os Ollerenshaw mudaram-se para Manchester, onde Kathleen trabalhou como professora de meio período no Departamento de Matemática da Universidade de Manchester, enquanto criava seus filhos e continuava seu trabalho em grades (lattices). Em 1949, aos 37 anos, recebeu seu primeiro aparelho auditivo eficaz.

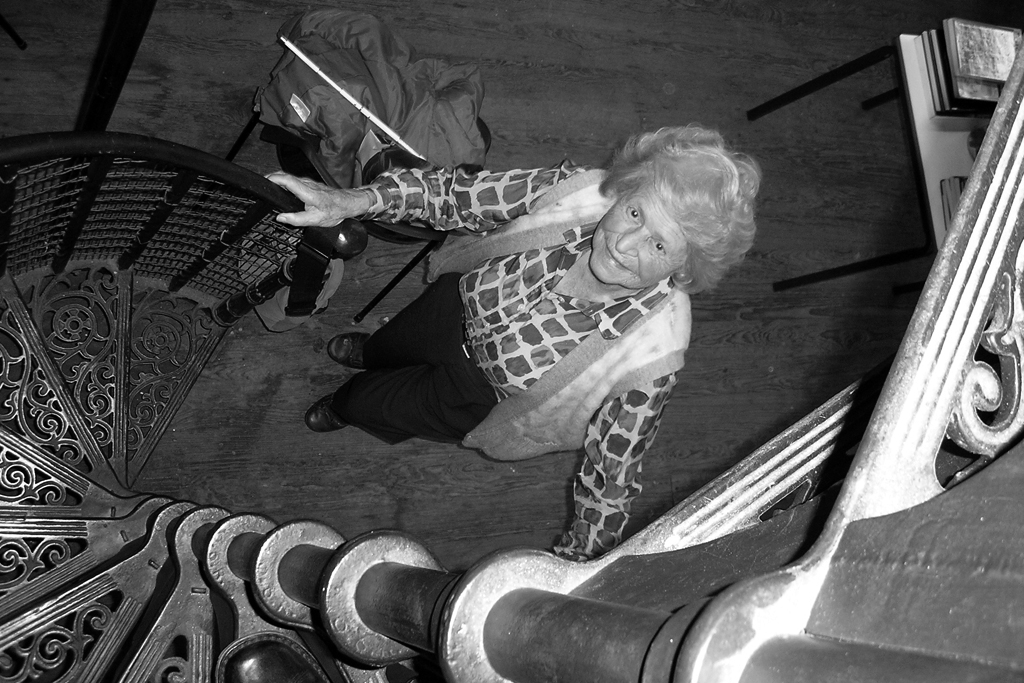
Kathleen Ollerenshaw, aos 95 anos de idade, na Manchester Astronomical Society em 2007

Foi presidente do Institute of Mathematics and its Applications de 1978 a 1979. Publicou pelo menos 26 artigos matemáticos, sendo sua contribuição mais conhecida para os quadrados mágicos pandiagonais mais perfeitos. Após sua morte, ela deixou um legado de confiança para apoiar os visitantes de pesquisa e atividades de engajamento público na Escola de Matemática da Universidade de Manchester . Uma palestra pública anual na Universidade é nomeada em sua homenagem.
Morreu em Didsbury em 10 de agosto de 2014, aos 101 anos de idade. O marido e os dois filhos haviam morrido antes dela.